# Xã Rose Valley, Quận Stafford, Kansas
Xã Rose Valley (tiếng Anh: Rose Valley Township) là một xã thuộc quận Stafford, tiểu bang Kansas, Hoa Kỳ. Năm 2010, dân số của xã này là 54 người.